# Mastic Beach
Mastic Beach es una villa ubicada en el condado de Suffolk en el estado estadounidense de Nueva York. En el año 2000 tenía una población de 11,543 habitantes y una densidad poblacional de 1,053.2 personas por km².

## Geografía
Mastic Beach se encuentra ubicada en las coordenadas 40°45′41″N 72°50′47″O / 40.76139, -72.84639. Según la Oficina del Censo, la ciudad tiene un área total de 13,8 km² (5,3 mi²), de la cual 11,07 km² (4,3 mi²) es tierra y 2,8 km² (1,1 mi²) (20.34%) es agua.

## Demografía
Según la Oficina del Censo en 2000 los ingresos medios por hogar en la localidad eran de $$44,937, y los ingresos medios por familia eran $49,219. Los hombres tenían unos ingresos medios de $37,871 frente a los $27,853 para las mujeres. La renta per cápita para la localidad era de $17,046. Alrededor del 11.3% de la población estaban por debajo del umbral de pobreza.